# Iron Savior (album)
| Recensione | Giudizio |
| ---------- | -------- |
| AllMusic   |          |

Iron Savior è il primo album del gruppo musicale heavy metal tedesco Iron Savior, pubblicato nel 1997.

## Tracce
Testi e musiche di Piet Sielck, eccetto dove diversamente indicato.
1. The Arrival – 1:08
2. Atlantis Falling – 4:34
3. Brave New World – 4:32
4. Iron Savior – 4:26
5. Riding On Fire – 4:54
6. Break It Up – 5:01
7. Assailant – 4:18
8. Children Of The Wasteland – 4:48
9. Protect The Law – 4:16
10. Watcher In The Sky – 5:21 (P. Sielck, K. Hansen)
11. For The World – 5:24
12. This Flight Tonight (cover di Joni Mitchell dall'album Blue del 1971) – 3:56 (J. Mitchell)

### Tracce bonus edizione giapponese
1. The Rage (cover dei Judas Priest dall'album British Steel del 1980, versione demo) – 4:50 (G. Tipton, K. K. Downing, R. Halford)

## Formazione

### Gruppo
- Piet Sielck – voce, chitarra, basso, tastiere
- Kai Hansen – chitarra, voce (tracce 6, 10)
- Thomas "Thomen" Stauch – batteria

### Ospiti
- Hansi Kürsch – voce (traccia 11)
- Dirk Schlächter – voce

### Produzione
- Piet Sielck – produzione
- Kai Hansen – produzione
- Thomas "Thomen" Stauch – co-produzione
- Rudiger Beissert – missaggio
- Rainer Drechsler – fotografia
- Kai Karczewski – grafica
- Uwe Karczewski – grafica